# Provincia di Antsiranana
La provincia di Antsiranana è una delle province del Madagascar. Ha una superficie di 43.406 km², e una popolazione di 1.188.425 abitanti (censimento del luglio 2001). La capitale è la città di Antsiranana (precedentemente nota col nome portoghese "Diego Suarez"). 

## Geografia fisica

### Territorio
Il territorio della provincia si sviluppa attorno alla grandissima baia di Antsiranana, la seconda più grande del mondo, con 156 km di costa caratterizzata da piccoli villaggi di pescatori, spiagge deserte e fondali marini ricchi di vita. La provincia si affaccia anche a ovest sul canale di Mozambico e a est sull'Oceano Indiano. Nell'entroterra si trovano anche alcuni importanti rilievi. La Montagna d'Ambra (1475 m), di origine vulcanica; l'Ankarana (409 m); lo Analamera (646 m); la montagna dei Francesi (426 m) e la montagna più alta del Madagascar, il massiccio dello Tsaratanana (2874 m).
Gran parte del territorio della provincia (che è una meta turistica di una certa importanza per l'economia del paese) è parco naturale. Il parco nazionale della Montagna d'Ambra è quasi completamente costituito da foresta primaria; ospita, tra le numerose specie animali e vegetali, il lemure coronato (Lemur coronatus). Nella riserva speciale dell'Ankarana si incontrano lepilemuri (Lepilemur mustelinus) e grandi gechi arborei; vi si trova inoltre la  caverna dei Pipistrelli, nella quale vive una grande popolazione di pipistrelli della frutta.

### Clima
La regione di Antsiranana presenta un clima tropicale secco; la stagione secca va da maggio a dicembre ed è caratterizzata da un aliseo del sud-est detto Varatraza; la stagione delle piogge, nel resto dell'anno, non porta solitamente precipitazioni superiori ai 900 mm. La baia e lo Tsaratanana proteggono la regione dai cicloni (l'ultimo è stato nel 1984). La montagna d'Ambra ha un proprio microclima tropicale umido, con forti precipitazioni per tutto l'anno, che si accentuano da gennaio a febbraio.

## Economia
La provincia di Antsiranana è ricca di foreste e la raccolta del legname consente di soddisfare il fabbisogno locale. L'agricoltura è l'attività economica principale, e produce merci da esportazione, che escono dal paese soprattutto attraverso il grande porto della capitale Antsiranana. Fra i prodotti agricoli della zona si possono citare mais, canna da zucchero, vaniglia, pepe, ylang-ylang, caffè e cacao. Nella zona ci sono anche saline e miniere di cromo.

## Geografia antropica

### Suddivisioni amministrative
La provincia di Antsiranana comprende le seguenti regioni (faritra):
| Regione | Capoluogo   | 'Popolazione | Superficie (km²) |
| ------- | ----------- | ------------ | ---------------- |
| Diana   | Antsiranana | 485 800      | 19 266           |
| Sava    | Sambava     | 805 300      | 25 518           |

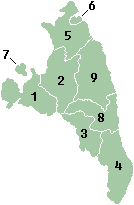
Distretti (fivondronana) della provincia di Antsiranana

e i seguenti distretti (fivondronana):
1. Distretto di Ambanja
2. Distretto di Ambilobe
3. Distretto di Andapa
4. Distretto di Antalaha
5. Distretto di Antsiranana II rurale
6. Distretto di Antsiranana I urbano
7. Distretto di Nosy Be
8. Distretto di Sambava
9. Distretto di Vohemar